# Кох-Хоге, Вильгельм
Вильге́льм Кох-Хо́ге (нем. Wilhelm Koch-Hooge; 11 февраля 1916, Пачкау, Верхняя Силезия, Германия, ныне Пачкув, Польша — 2 сентября 2004, Берлин, Германия) — немецкий актёр театра, кино и телевидения.

## Биография
Изучал актёрское мастерство в школе при Немецком театре в Берлине. С 1938 года — актёр театра: Кайзерслаутерна, Гейдельберга, Магдебурга, в «Берлинер ансамбль», Немецком театре. С 1950 года жил в ГДР. В кино дебютировал в 1953 году («Geheimakten Solvay»). Известность ему принесла роль Ханса Лёнинга в фильме «Сильнее ночи». Много снимался за рубежом, особенно в Чехословакии. Работал на телевидении.

## Избранная фильмография

### Актёр
- 1953 —  / Geheimakten Solvay — Ханс Лоренц
- 1953 —  / Die Unbesiegbaren — Шрётер
- 1954 — Опасный груз / Gefährliche Fracht — Хайн Йенсен
- 1954 — Сильнее ночи/ Stärker als die Nacht — Ханс Лёнинг
- 1954 — Пола-кукольница / Pole Poppenspäler — господин Паульзен
- 1955 — Эрнст Тельман – вождь своего класса / Ernst Thälmann - Führer seiner Klasse — капитан Шрёдер
- 1955 — Исцеление / Genesung — Макс Керстер (в советском прокате «Любовь и долг»)
- 1956 — Приключения Тиля Уленшпигеля / Les aventures de Till L'Espiègle — принц Оранский (Франция—ГДР)
- 1956 — Две матери / Zwei Mütter — доктор Роберт Валлер
- 1957 — Соперники за рулём / Rivalen am Steuer — Герман Зееринг
- 1958 — Год рождения 1921 / Rocník 21 — Макс (ГДР—Чехословакия)
- 1958 — Роза Бернд / Rose Bernd — Кристоф Фламм (ТВ)
- 1958 — Они звали его Амиго / Sie nannten ihn Amigo — Вальтер Майстер
- 1959 — По особому заданию / Im Sonderauftrag — Петерсен
- 1959 — Репортаж 57 / Reportage 57 — Ловински
- 1959 — «САС-181» не отвечает / SAS 181 antwortet nicht — Боппе
- 1959 — Люди с крыльями / Leute mit Flügeln — доктор Ламперт
- 1960 — Жизнь начинается / Das Leben beginnt — доктор Шенк
- 1960 — Пять дней, пять ночей / Fünf Tage - Fünf Nächte — Эрих Браун
- 1962 — Трус / Zbabělec — оберлейтенант Шмолька (Чехословакия)
- 1962 — Убийство без искупления / Mord ohne Sühne — адвокат доктор Кох
- 1962 — Зелёное чудовище / Das grüne Ungeheuer — Франтишек (мини-сериал)
- 1962 — Крепость на Рейне / Pevnost na Rýně — генерал фон Хоппе (Чехословакия—ГДР)
- 1963 — Последние / Die letzten — Яков (ТВ)
- 1963 — Не без любви / Es geht nicht ohne Liebe (ТВ)
- 1964 — Роза Бернд / Rose Bernd — Кристоф Фламм (ТВ)
- 1965 — Три войны – часть 3: В Берлине / Drei Kriege - 3. Teil: In Berlin — Юрген Меркель (ТВ)
- 1965 —  / Terra incognita — доктор Рудольф Гребе
- 1969 — Крупп и Краузе / Krupp und Krause — Густав Крупп (сериал)
- 1969 — Дворянское гнездо / Adelsnest — Лемм, учитель музыки (ТВ)
- 1969 — По следу Тигра / Most — полковник Марк фон Фельзен, командир 216-го горного полка (Югославия)
- 1970 —  / Botschafter morden nicht — Лоренц (сериал)
- 1970 — Смертельная ошибка / Tödlicher Irrtum — Рейнольд
- 1970 — Преступник сидит на стадионе Уэмбли / Der Mörder sitzt im Wembley-Stadion — Carmichel (ТВ)
- 1970 — Судьба резидента — Клаус
- 1971 — Ключ / Klíč — Фридрих (Чехословакия)
- 1971 — н. в. — Телефон полиции — 110 / Polizeiruf 110 — Макс Райхенбах (сериал)
- 1971 — Лекция / Lekce (Чехословакия)
- 1971 — Красная капелла / KLK an PTX - Die Rote Kapelle — генерал Мюнх
- 1972 — Вальтер защищает Сараево / Валтер брани Сараjево — подполковник Хаген (Югославия)
- 1972 — Дни предательства / Dny zrady — Кейтель (Чехословакия)
- 1973 — Хроника знойного лета / Kronika zhavého léta — Пальме (Чехословакия)
- 1973 — Оазис / Oáza — майор фон Людериц (Чехословакия)
- 1973 — Выстрелы в Мариенбаде / Výstrely v Mariánských Lázních — Вилли Хаберман (Чехословакия—ГДР)
- 1974 — Вальтер защищает Сараево / Валтер брани Сараjево — подполковник Хаген (сериал, Югославия)
- 1975 —  / Am Ende der Welt
- 1975 — Покушение в Сараево / Sarajevski atentat — Франц Конрад (Югославия—Чехословакия)
- 1976 — Операция в Стамбуле / Akce v Istanbulu — Joh C. Howard (Чехословакия)
- 1977 — Побег / Die Flucht — Майсснер
- 1978 — Освобождение Праги / Osvobození Prahy — генерал Рудольф Туссен[нем.] (Чехословакия)
- 1978 — Тихий американец в Праге / Tichý Američan v Praze — немецкий офицер (Чехословакия)
- 1980 — Анамнез / Anamnese (ТВ)
- 1980 — Карл Маркс. Молодые годы / Karl Marx - die jungen Jahre — эсер (мини-сериал, СССР—ГДР)
- 1980 — Час дочерей / Die Stunde der Töchter — профессор Шольбин
- 1982 — Человек с «Кап-Аркона» / Der Mann von der Cap Arcona — Кунциг (ТВ)
- 1983 — Тёмные годы – Зауэрбрух/Бонхёффер / Berühmte Ärzte der Charité: Die dunklen Jahre (ТВ)
- 1989 — Стеклянный факел / Die gläserne Fackel — тайный советник доктор Маркус (мини-сериал)

## Награды
- 1955 — Национальная премия ГДР
- 1955 — приз за лучшую мужскую роль кинофестиваля в Локарно («Сильнее ночи»)